# دانکو بوسکوویچ
دانکو بوسکوویچ (انگلیسی: Danko Bošković؛ زادهٔ ۲۷ ژانویهٔ ۱۹۸۲) بازیکن فوتبال اهل آلمان است.
از باشگاه‌هایی که در آن بازی کرده‌است می‌توان به باشگاه فوتبال پادربورن، باشگاه فوتبال وولفسبورگ، باشگاه فوتبال کایزرسلاوترن، باشگاه فوتبال کارل زایس ینا، باشگاه فوتبال روت‌وایس اسن، باشگاه فوتبال وهن ویسبادن، و باشگاه فوتبال اس‌وی زاندهاوزن اشاره کرد.